# Eurymorion
Eurymorion là một chi nhện trong họ Linyphiidae.

## Các loài
Các loài trong chi này gồm:
- Eurymorion insigne (Millidge, 1991)
- Eurymorion nobile (Millidge, 1991)